# Bonvouloir-Inseln
Die Bonvouloir-Inseln sind eine unbewohnte Inselgruppe in der Salomonensee. Politisch gehören sie zur Provinz Milne Bay im südöstlichen Bereich von Papua-Neuguinea.
Die Inseln befinden sich 100 km nordwestlich von Misima und bilden die nördlichste Gruppe des Louisiade-Archipels.
Die Hauptinseln sind East Island, Hastings Island sowie das in der nordwestlichen Untergruppe der Strathord-Inseln gelegene Strathord Island.
East Island liegt 26 km östlich von Hastings Island, Strathord Island ist von Hastings Island 9 km in Richtung Norden entfernt. Die Insel Hastings ist dicht bewaldet, felsig, mit 200 m hohen Steilküsten und weist etliche Höhlen auf.

## Inseln
| Name             | Koordinaten                   | Untergruppe      | Fläche km² | Lage       |
| ---------------- | ----------------------------- | ---------------- | ---------- | ---------- |
| North Island     | 10° 13′ 29″ S, 151° 52′ 1″ O  | Strathord-Inseln | 0,18       | Nordwesten |
| Middle Island    | 10° 14′ 13″ S, 151° 51′ 51″ O | Strathord-Inseln | 0,08       | Nordwesten |
| Amanuta          | 10° 14′ 32″ S, 151° 51′ 41″ O | Strathord-Inseln | 0,05       | Nordwesten |
| (unbenannt)      | 10° 15′ 17″ S, 151° 50′ 59″ O | Strathord-Inseln | 0,04       | Nordwesten |
| Strathord Island | 10° 15′ 22″ S, 151° 51′ 36″ O | Strathord-Inseln | 0,99       | Nordwesten |
| Hastings Island  | 10° 20′ 12″ S, 151° 52′ 35″ O |                  | 1,26       | Südwesten  |
| East Island      | 10° 23′ 43″ S, 152° 6′ 16″ O  |                  | 3,12       | Südosten   |

- Karte mit allen Koordinaten:
- OSM |
- WikiMap